# Plateforme une seule santé Côte d'Ivoire

Représentation graphique de Plateforme une seule santé Côte d'Ivoire.

Plateforme une seule santé Côte d'Ivoire a vu le jour par la volonté du gouvernement ivoirien pour matérialiser son engagement et de ses partenaires à lutter de manière efficiente et coordonnée contre les menaces sanitaires, d’une part et d’autre part de susciter un élan pour l’adoption de l’approche "Une Seule Santé" par tous les secteurs.
L'approche "Une seule santé" (One Health) est un concept innovant qui reconnaît l'interconnexion profonde entre la santé humaine, animale et environnementale. En favorisant la collaboration interdisciplinaire et intersectorielle, cette approche vise à relever les défis de santé publique résultant des interactions complexes entre les êtres humains, les animaux et leur environnement.

## Historique et création
La plateforme une seule santé a vu le jour officiellement avec l’adoption le 3 avril 2019, du décret de création, d’attributions, d’organisation et de fonctionnement,,,,. Pour officiellement marquer l’engagement politique de l’adoption de cette approche, la FAO appuie la Côte d’Ivoire, pour une meilleure prévention, détection et réponse aux épidémies et évènements majeurs de santé publique. La mise en place d'une plateforme nationale «Une Seule Santé» a été une réalisation importante, qui a résulté de la coordination générale du plusieurs ministères-clés, dont la Primature et ceux chargés des Ressources Animales et Halieutiques, de l’Agriculture, de la Santé et ministère de l’Environnement. La FAO, à travers son Centre d'urgence pour les maladies animales transfrontalières (ECTAD) et en collaboration avec l'USAID, soutient constamment ce processus,,.
Par la suite, le décret a été révisé en décembre 2020 (décret N° 2020-977 du 23 décembre 2020) afin de prendre en compte les plateformes départementales et la santé végétale.

## Vision
A travers cette initiative, le gouvernement de Côte d'Ivoire a identifié cinq groupes de maladies prioritaires à potentiel épidémique ou maladies zoonotiques prioritaires (MZP) : mycobacterium tuberculosis, brucellose, rage, fièvres hémorragiques virales telles qu'ebola et marburg, et maladies respiratoires telles que les maladies de grippes aviaires hautement pathogènes. Sous la direction du groupe de travail technique sur la communication des risques, les parties prenantes de une seule santé ont élaboré une stratégie de communication nationale qui comprend une combinaison d'interventions de changement social et comportemental capables d'apporter les changements nécessaires dans les connaissances, les perceptions, les attitudes, les croyances et les pratiques au sein de la population ciblée, afin de leur permettre de prendre les décisions appropriées pour se protéger de toute menace sanitaire mais particulièrement des cinq groupes MZP,,.

## Mission

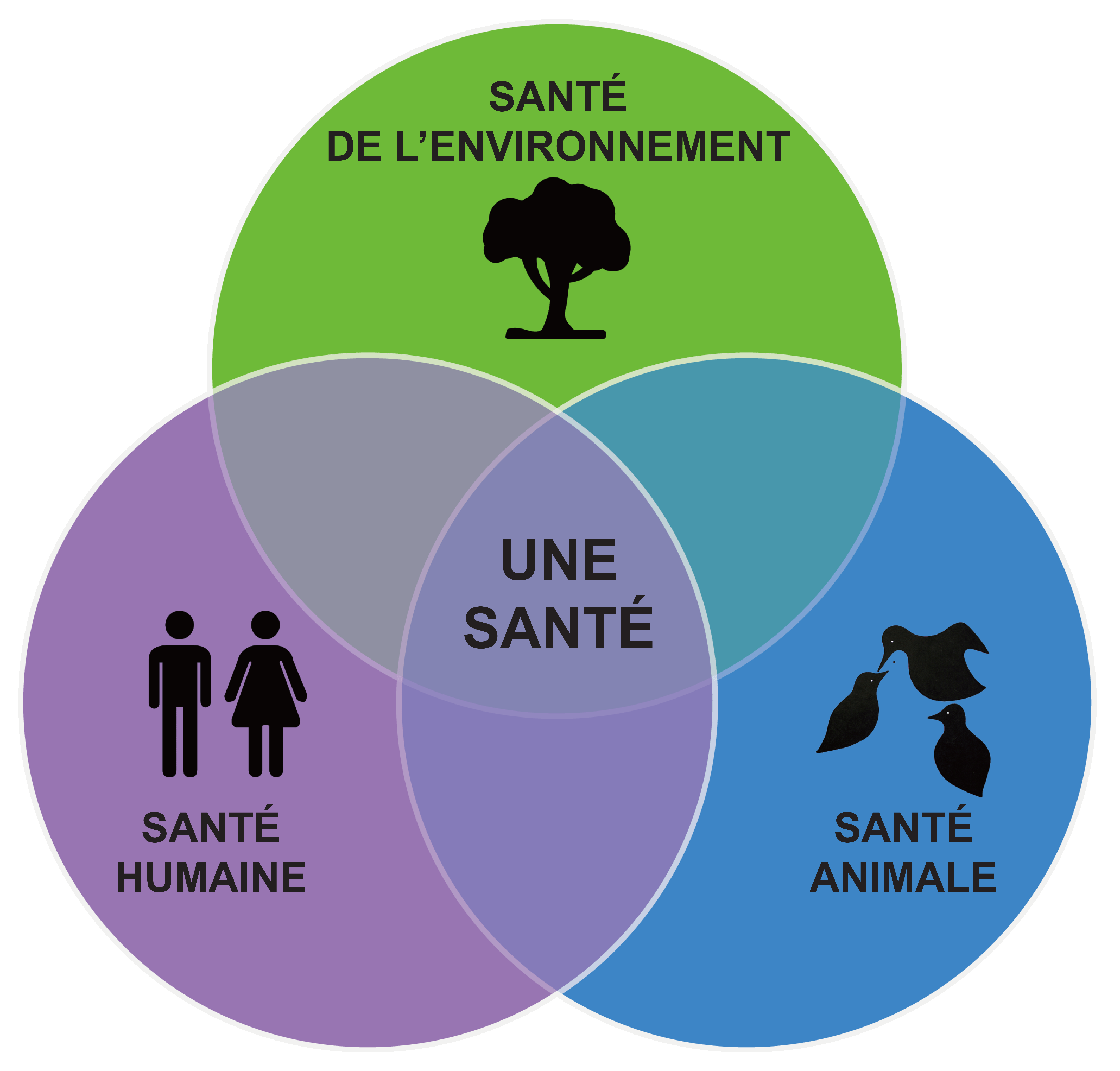
Représentation graphique de Une seule santé.

La plateforme a pour mission de coordonner dans une approche multisectorielle et multidisciplinaire, toutes les interventions sanitaires en vue de prévenir, détecter et riposter contre les maladies émergentes et ré-émergentes à potentiel pandémique. Les acquis dans la mise en œuvre de cette approche portent sur l’élaboration de documents nationaux de référence, l’adoption de textes réglementaires, le renforcement de capacités et les évaluations conjointes annuelles,,.

## Objectifs
La plateforme une seule santé Côte d'Ivoire a pour objectifs d’assurer la protection des populations contre les menaces sanitaires à travers des mesures de prévention, de riposte et d’éradication, renforcer l’institutionnalisation de l’approche « une seule santé » pour la gestion des événements de santé publique y compris les maladies zoonotiques, développer la planification commune des décisions et des orientations politiques pour la prévention, la détection, riposte et harmonisation les efforts de tous les secteurs, créer des liens intersectoriels pour partager des données, des informations, des ressources et de l’expertise de renforcement des capacités, et de tirer parti des capacités de base de chaque organisme pour lutter efficacement contre les menaces possibles se rapportant à l’homme, aux animaux et à l’environnement.

## Organisation
La plateforme une seule santé est composée des représentants de vingt (20) ministères de Côte d'Ivoire, de l'Organisation Mondiale de la Santé (OMS), de l'Organisation mondiale de la santé animale (OIE), l'Organisation mondiale de l’alimentation et de l’agriculture (FAO), du Programme des nations unies pour l’environnement, de l' USAID et des clubs une seule santé (Korhogo, UFHB, UNA, Bouaké et Daloa). 

## Fonctionnement
La plateforme une seule santé de Côte d'Ivoire est logée à la primaire et cordonnée par la conseillère en santé du Premier Ministre. 
Le 03 novembre de chaque année marque la célébration de la journée une seule santé en Côte d'Ivoire,. 